# Martin Netolický
Martin Netolický (* 22. září 1982 Ústí nad Orlicí) je český politik, od roku 2012 hejtman Pardubického kraje, od roku 2006 zastupitel města Česká Třebová, v letech 2018 až 2019 místopředseda České strany sociálně demokratické a následně v letech 2021 až 2024 místopředseda Sociální demokracie.

## Studium
Po studiích na Gymnáziu Česká Třebová, kde v roce 2001 složil maturitní zkoušku, nastoupil na Právnickou fakultu Masarykovy univerzity, kterou zakončil složením státní zkoušky v roce 2006. Na téže škole následně složil rigorózní zkoušky v oboru finanční právo a poté roku 2010 zde zakončil doktorský studijní program Teoretické právní vědy, obor Finanční právo a finanční vědy. V rámci studia a následné pedagogické činnosti se specializoval především na oblast rozpočtového práva a financování územních samosprávných celků. V letech 2008 až 2012 působil jako odborný asistent na Právnické fakultě Univerzity Palackého.

## Veřejná činnost
Působil nejprve jako poslanecký asistent, později poradce ministra a hejtmana Radko Martínka. V roce 2006 byl poprvé zvolen do zastupitelstva České Třebové, mandát obhájil i v následujících komunálních volbách v roce 2010, po nichž byl zvolen do rady města (2010–2012). V roce 2008 úspěšně kandidoval do zastupitelstva Pardubického kraje, koncem roku 2011 se stal radním zodpovědným za zdravotnictví.
Na podzim 2012 stál v čele kandidátky České strany sociálně demokratické (od roku 2023 Sociální demokracie) do krajských voleb, ve kterých ČSSD v Pardubickém kraji obdržela celkem 21,31 % a 12 mandátů v krajském zastupitelstvu. Na základě politických dohod s Koalicí pro Pardubický kraj a Stranou Práv Občanů ZEMANOVCI se stal dne 2. listopadu 2012 v pořadí 5. hejtmanem Pardubického kraje a zároveň také nejmladším hejtmanem v novodobé historii krajů. V krajské radě je zodpovědný za oblast financí a rozpočtu kraje. Byl zvolen velkou většinou 40 ze 44 zastupitelů, získal tak i podporu převážné části opozice.
V komunálních volbách v roce 2014 obhájil za ČSSD post zastupitele města Česká Třebová (uspěl díky preferenčním hlasům, když se posunul z 9. na 1. místo, strana získala ve městě 6 mandátů).
V krajských volbách v roce 2016 byl opět lídrem ČSSD v Pardubickém kraji, mandát krajského zastupitele obhájil. I když ČSSD skončila až druhá, uzavřela koalici s uskupením Koalice pro Pardubický kraj (tj. KDU-ČSL, hnutí Nestraníci a SNK ED), ODS a hnutím STAN a dne 21. října 2016 byl opět zvolen hejtmanem Pardubického kraje (v tajné volbě získal hlasy 33 z 44 přítomných zastupitelů).
Na sjezdu ČSSD v Hradci Králové byl dne 7. dubna 2018 zvolen místopředsedou strany. V komunálních volbách v roce 2018 obhájil jako člen ČSSD post zastupitele města Česká Třebová, když kandidoval za subjekt "Česká strana sociálně demokratická s nestraníky pro Českou Třebovou" (uspěl díky preferenčním hlasům, když se posunul z 6. na 1. místo, strana získala ve městě 3 mandáty). Pozici místopředsedy strany zastával až do sjezdu ČSSD v březnu 2019.
V krajských volbách v roce 2020 byl lídrem subjektu "3PK – Pro prosperující Pardubický kraj“, tj. společné kandidátky ČSSD, hnutí Společně pro kraj a nestraníků v Pardubickém kraji. Mandát krajského zastupitele se mu podařilo obhájit. Dne 26. října 2020 byl zvolen potřetí hejtmanem Pardubického kraje, získal 27 ze 45 hlasů. Koalici vytvořilo druhé uskupení „3PK - Pro prosperující Pardubický kraj“ (tj. ČSSD a hnutí SproK), třetí „ODS a TOP 09“, čtvrtá „Koalice pro Pardubický kraj“ (tj. KDU-ČSL, hnutí Nestraníci a SNK ED) a šesté hnutí STAN.
Ve volbách do Poslanecké sněmovny PČR v říjnu 2021 měl původně kandidovat za ČSSD na posledním 19. místě její kandidátky v Pardubickém kraji. V dubnu 2021 však na místo na kandidátce rezignoval, a to po sjezdu strany, na němž obhájil funkci předsedy Jan Hamáček. Na post předsedy strany totiž veřejně podporoval jeho neúspěšného protikandidáta a tehdejšího ministra zahraničních věcí ČR Tomáše Petříčka.
V květnu 2021 jej předseda ČSSD Jan Hamáček odvolal z postu člena dozorčí rady České pošty a místo nabídl jihočeskému hejtmanovi a členovi ODS Martinu Kubovi. Stalo se tak jen jeden den poté, co Netolický potvrdil, že se s Hamáčkem v dubnu setkal a ten s ním probíral svou plánovanou a později zrušenou cestu do Moskvy, na které měl Hamáček podle serveru Seznam Zprávy nabízet Rusku ututlání „kauzy Vrbětice“ za dodávku milionu vakcín Sputnik V a konání summitu prezidentů Bidena a Putina v Praze.
Na 43. sjezdu ČSSD v prosinci 2021 se opět stal místopředsedou strany, když pro něj hlasovalo 138 delegátů. Funkci obhájil i na 45. sjezdu strany v červnu 2023, když ve volbě získal 131 hlasů (ke zvolení bylo potřeba 79 hlasů). Post místopředsedy strany zastával do října 2024.
V komunálních volbách v roce 2022 kandidoval do zastupitelstva České Třebové z 12. místa kandidátky sdružení nezávislých kandidátů „3PK - Pro prosperující Českou Třebovou“. Na kandidátce byli kromě nestraníků také 3 členové ČSSD (včetně Martina Netolického) a 1 člen Zelených. Vlivem preferenčních hlasů skončil první, a obhájil tak mandát zastupitele.
V krajských volbách v září 2024 byl z pozice člena SOCDEM lídrem kandidátky subjektu „3PK – Pro prosperující Pardubický kraj“ (tj. SOCDEM, hnutí SproK a hnutí VČ). Mandát krajského zastupitele se mu podařilo obhájit. Následně uzavřelo druhé uskupení „3PK – Pro prosperující Pardubický kraj“ (tj. SOCDEM, hnutí SproK a hnutí VČ) koalici s prvním hnutím ANO, třetím uskupením „Koalice pro Pardubický kraj“ (tj. KDU-ČSL, SNK ED a Nestran.) a čtvrtým uskupením „ODS a TOP 09“. Dne 11. října 2024 byl Netolický již po čtvrté zvolen hejtmanem Pardubického kraje, získal 38 ze 45 hlasů.
V červnu 2025 SOCDEM opustil kvůli jejímu vyjednávání o společné kandidatuře s hnutím Stačilo!.